# Price megye
Price megye az Amerikai Egyesült Államokban, azon belül Wisconsin államban található. Megyeszékhelye Phillips, legnagyobb városa Park Falls. Lakosainak száma 14 054 fő (2020. április 1.). Price megye Ashland, Iron, Vilas, Oneida, Lincoln, Taylor, Rusk és Sawyer megyékkel határos.

## Népesség
A megye népességének változása:
| Lakosok száma | 14 107 | 14 032 | 13 886 | 13 802 | 13 645 | 14 054 |
|               | 2010   | 2011   | 2012   | 2013   | 2015   | 2020   |